# Sebastian Deisler
Sebastian Toni Deisler (Lörrach, 5 de enero de 1980) es un exfutbolista alemán. Jugaba como interior derecho y fue internacional por la selección de Alemania.
Debutó como profesional en las filas del Borussia Mönchengladbach y a pesar de su juventud destacó como una de las mayores promesas del fútbol germano. Un año después fichó por el Hertha de Berlín, donde jugó tres temporadas y se convirtió en la estrella del equipo. En su último año tuvo una grave lesión de rodilla que le mantuvo apartado de los terrenos de juego y de la que nunca se recuperó plenamente. En 2002 se marchó al Bayern de Múnich, con el que ganó tres Ligas y tres Copas de Alemania, pero recayó en sus molestias físicas y fue operado en varias ocasiones. Además, recibió tratamiento psiquiátrico porque sufrió depresión.
En enero de 2007, anunció su prematura retirada del fútbol profesional por las múltiples lesiones y problemas depresivos que habían mermado su proyección.

## Biografía
Deisler comenzó a jugar al fútbol en equipos locales como el FV Tumringen y el FV Lörrach. Sus actuaciones llamaron la atención de los ojeadores del Borussia Mönchengladbach, equipo de la primera división alemana, que le contrató en 1995 para las categorías juveniles. Debutó con el primer equipo a los 18 años en la temporada 1998/99, donde disputó 17 partidos y marcó un gol, y destacó por ser un centrocampista que se movía por la banda derecha con un estilo de juego vistoso y alegre. La prensa alemana llegó a definirle como una de las mayores promesas del deporte nacional.
Cuando el Borussia descendió a segunda división, fue traspasado al Hertha de Berlín por dos millones de euros. Aunque poco después de su llegada sufrió una rotura del ligamento cruzado, Deisler asumió la titularidad en el centro del campo junto a Dariusz Wosz y se convirtió en la estrella del equipo, razón por la que incluso fue convocado por la Selección de Alemania para disputar la Eurocopa 2000. Pero en el tercer año con los berlineses tuvo una grave lesión en la rodilla derecha que le hizo perderse toda la temporada.
En mayo de 2002, se sometió a una nueva operación de rodilla para restablecerse por completo. A pesar de ello, el Bayern de Múnich pagó nueve millones de euros al Hertha por su traspaso. En su temporada de debut solo disputó ocho encuentros porque seguía arrastrando problemas físicos en la misma zona. El jugador no pudo soportar la presión sobre su carrera o las lesiones y al final entró en depresión. Durante el resto de la temporada 2003/04 recibió tratamiento psiquiátrico y no pudo ir convocado a la Eurocopa 2004. Cuando se recuperó pasó al equipo reserva para coger forma, jugó cuatro partidos y anotó un gol.
Entre 2005 y 2006 fue titular en el Bayern y llevó el peso del centro del campo tras la marcha de Michael Ballack al Chelsea F.C. Volvió a la convocatoria de Alemania para disputar la Copa Confederaciones 2005 y estuvo preseleccionado para el Mundial de 2006. Sin embargo, recayó de su lesión en la rodilla derecha y quedó inactivo durante seis meses. Para cuando volvió a los entrenamientos, no se encontraba en plena forma y dejó de tener confianza en sí mismo, lo que precipitó su retirada a los 27 años. El club bávaro anunció que su contrato sería "congelado" en vez de rescindido para que pudiera volver cuando quisiera, pero su vinculación con la entidad terminó en 2009.
El propio jugador relató su experiencia profesional y sus distintos problemas en el libro «Sebastian Deisler. Zurück ins Leben» ("Volver a la vida"), escrito por el periodista Michael Rosentritt y publicado en octubre de 2009.

### Selección nacional
Deisler jugó con la selección de fútbol de Alemania en 36 ocasiones y anotó tres goles. Su debut oficial como internacional fue el 23 de febrero de 2000, en un partido amistoso frente a Países Bajos en el Amsterdam Arena. En junio del mismo año fue convocado para disputar la Eurocopa 2000, donde el combinado nacional cayó en primera ronda. En su primer encuentro frente a Rumanía salió del banquillo, mientras que en los dos siguientes fue titular.
Aunque era habitualmente convocado cuando estaba en buena forma y participó habitualmente en fases de clasificación, las lesiones de rodilla mermaron su proyección internacional y le dejaron fuera de importantes torneos como los Mundiales de 2002 y 2006. En 2005 fue convocado para la Copa Confederaciones 2005, en la que su país quedó en tercer lugar.
Antes de subir a la selección absoluta formó parte de todas las categorías inferiores nacionales desde la sub-15. En la sub-21 jugó tres partidos y no marcó ningún gol.

#### Participaciones en Copas FIFA Confederaciones
| Copa                           | Sede     | Resultado    | Partidos | Goles |
| ------------------------------ | -------- | ------------ | -------- | ----- |
| Copa FIFA Confederaciones 2005 | Alemania | Tercer lugar | 5        | 0     |

#### Participaciones en Eurocopas
| Eurocopa      | Sede                   | Resultado    | Partidos | Goles |
| ------------- | ---------------------- | ------------ | -------- | ----- |
| Eurocopa 2000 | Bélgica y Países Bajos | Primera fase | 3        | 0     |

## Estadísticas

### Clubes
| Club                                | Temporada           | Liga     | Liga  | Copas nacionales | Copas nacionales | Copas internacionales | Copas internacionales | Total    | Total |
| Club                                | Temporada           | Partidos | Goles | Partidos         | Goles            | Partidos              | Goles                 | Partidos | Goles |
| ----------------------------------- | ------------------- | -------- | ----- | ---------------- | ---------------- | --------------------- | --------------------- | -------- | ----- |
| Borussia Mönchengladbach · Alemania | 1998/99             | 17       | 1     | 2                | 0                | -                     | -                     | 19       | 1     |
| Borussia Mönchengladbach · Alemania | Total               | 17       | 1     | 2                | 0                | -                     | -                     | 19       | 1     |
| Hertha BSC Berlín · Alemania        | 1999/00             | 20       | 2     | 1                | 0                | 8                     | 0                     | 29       | 2     |
| Hertha BSC Berlín · Alemania        | 2000/01             | 25       | 4     | 0                | 0                | 4                     | 0                     | 29       | 4     |
| Hertha BSC Berlín · Alemania        | 2001/02             | 11       | 3     | 1                | 0                | 1                     | 0                     | 13       | 3     |
| Hertha BSC Berlín · Alemania        | Total               | 56       | 9     | 2                | 0                | 13                    | 0                     | 71       | 9     |
| Bayern de Múnich · Alemania         | 2002/03             | 8        | 0     | 2                | 0                | -                     | -                     | 10       | 0     |
| Bayern de Múnich · Alemania         | 2003/04             | 11       | 4     | 2                | 0                | 1                     | 0                     | 14       | 4     |
| Bayern de Múnich · Alemania         | 2004/05             | 23       | 4     | 4                | 0                | 5                     | 0                     | 32       | 4     |
| Bayern de Múnich · Alemania         | 2005/06             | 16       | 0     | 3                | 0                | 6                     | 3                     | 25       | 3     |
| Bayern de Múnich · Alemania         | 2006/07             | 4        | 0     | 0                | 0                | 1                     | 0                     | 5        | 0     |
| Bayern de Múnich · Alemania         | Total               | 62       | 8     | 11               | 0                | 13                    | 3                     | 86       | 11    |
| Total en su carrera                 | Total en su carrera | 135      | 18    | 15               | 0                | 26                    | 3                     | 176      | 21    |

### Selección nacional
| \| 23-02-2000 \| Ámsterdam \| Países Bajos \| 2-1 \| Alemania \| Amistoso \| - \| \| 03-06-2000 \| Núremberg \| Alemania \| 3-2 \| República Checa \| Amistoso \| - \| \| 07-06-2000 \| Friburgo de Brisgovia \| Alemania \| 8-2 \| Liechtenstein \| Amistoso \| - \| \| 12-06-2000 \| Lieja \| Alemania \| 1-1 \| Rumanía \| Eurocopa 2000 \| - \| \| 17-06-2000 \| Charleroi \| Inglaterra \| 1-0 \| Alemania \| Eurocopa 2000 \| - \| \| 20-06-2000 \| Róterdam \| Portugal \| 3-0 \| Alemania \| Eurocopa 2000 \| - \| \| 16-08-2000 \| Hanóver \| Alemania \| 4-1 \| España \| Amistoso \| - \| \| 02-09-2000 \| Hamburgo \| Alemania \| 2-0 \| Grecia \| Clasificación al Mundial de 2002 \| 1 \| \| 07-10-2000 \| Londres \| Inglaterra \| 0-1 \| Alemania \| Clasificación al Mundial de 2002 \| - \| \| 24-03-2001 \| Leverkusen \| Alemania \| 2-1 \| Albania \| Clasificación al Mundial de 2002 \| 1 \| \| 28-03-2001 \| Atenas \| Grecia \| 2-4 \| Alemania \| Clasificación al Mundial de 2002 \| - \| \| 29-05-2001 \| Bremen \| Alemania \| 2-0 \| Eslovaquia \| Amistoso \| - \| \| 06-06-2001 \| Tirana \| Albania \| 0-2 \| Alemania \| Clasificación al Mundial de 2002 \| - \| \| 15-08-2001 \| Budapest \| Hungría \| 2-5 \| Alemania \| Amistoso \| - \| \| 01-09-2001 \| Múnich \| Alemania \| 1-5 \| Inglaterra \| Clasificación al Mundial de 2002 \| - \| \| 06-10-2001 \| Gelsenkirchen \| Alemania \| 0-0 \| Finlandia \| Clasificación al Mundial de 2002 \| - \| \| 09-05-2002 \| Friburgo de Brisgovia \| Alemania \| 7-0 \| Kuwait \| Amistoso \| 1 \| \| 14-05-2002 \| Cardiff \| Gales \| 1-0 \| Alemania \| Amistoso \| - \| \| 18-05-2002 \| Leverkusen \| Alemania \| 6-2 \| Austria \| Amistoso \| - \| \| 06-09-2003 \| Reikiavik \| Islandia \| 0-0 \| Alemania \| Clasificación para la Eurocopa 2004 \| - \| \| 08-09-2004 \| Berlín \| Alemania \| 1-1 \| Brasil \| Amistoso \| - \| \| 09-10-2004 \| Teherán \| Irán \| 0-2 \| Alemania \| Amistoso \| - \| \| 04-06-2005 \| Belfast \| Irlanda del Norte \| 1-4 \| Alemania \| Amistoso \| - \| \| 08-06-2005 \| Mönchengladbach \| Alemania \| 1-1 \| Rusia \| Amistoso \| - \| \| 15-06-2005 \| Fráncfort del Meno \| Alemania \| 4-3 \| Australia \| Copa Confederaciones 2005 \| - \| \| 18-06-2005 \| Colonia \| Túnez \| 0-3 \| Alemania \| Copa Confederaciones 2005 \| - \| \| 21-06-2005 \| Núremberg \| Argentina \| 2-2 \| Alemania \| Copa Confederaciones 2005 \| - \| \| 25-06-2005 \| Núremberg \| Alemania \| 2-3 \| Brasil \| Copa Confederaciones 2005 \| - \| \| 29-06-2005 \| Leipzig \| Alemania \| 4-3 \| México \| Copa Confederaciones 2005 \| - \| \| 17-08-2005 \| Róterdam \| Países Bajos \| 2-2 \| Alemania \| Amistoso \| - \| \| 03-09-2005 \| Bratislava \| Eslovaquia \| 2-0 \| Alemania \| Amistoso \| - \| \| 07-09-2005 \| Bremen \| Alemania \| 4-2 \| Sudáfrica \| Amistoso \| - \| \| 08-10-2005 \| Estambul \| Turquía \| 2-1 \| Alemania \| Amistoso \| - \| \| 12-10-2005 \| Hamburgo \| Alemania \| 1-0 \| China \| Amistoso \| - \| \| 12-11-2005 \| París \| Francia \| 0-0 \| Alemania \| Amistoso \| - \| \| 01-03-2006 \| Florencia \| Italia \| 4-1 \| Alemania \| Amistoso \| - \| \| Total \| \| Presencias \| 36 \| \| Goles \| 3 \| |                       |                   |           |                 |                                     |       |
| Estadísticas de Sebastian Deisler en la Selección de Alemania |                       |                   |           |                 |                                     |       |
| Fecha | Ciudad                | Local             | Resultado | Visitante       | Competencia                         | Goles |
| 23-02-2000 | Ámsterdam             | Países Bajos      | 2-1       | Alemania        | Amistoso                            | -     |
| 03-06-2000 | Núremberg             | Alemania          | 3-2       | República Checa | Amistoso                            | -     |
| 07-06-2000 | Friburgo de Brisgovia | Alemania          | 8-2       | Liechtenstein   | Amistoso                            | -     |
| 12-06-2000 | Lieja                 | Alemania          | 1-1       | Rumanía         | Eurocopa 2000                       | -     |
| 17-06-2000 | Charleroi             | Inglaterra        | 1-0       | Alemania        | Eurocopa 2000                       | -     |
| 20-06-2000 | Róterdam              | Portugal          | 3-0       | Alemania        | Eurocopa 2000                       | -     |
| 16-08-2000 | Hanóver               | Alemania          | 4-1       | España          | Amistoso                            | -     |
| 02-09-2000 | Hamburgo              | Alemania          | 2-0       | Grecia          | Clasificación al Mundial de 2002    | 1     |
| 07-10-2000 | Londres               | Inglaterra        | 0-1       | Alemania        | Clasificación al Mundial de 2002    | -     |
| 24-03-2001 | Leverkusen            | Alemania          | 2-1       | Albania         | Clasificación al Mundial de 2002    | 1     |
| 28-03-2001 | Atenas                | Grecia            | 2-4       | Alemania        | Clasificación al Mundial de 2002    | -     |
| 29-05-2001 | Bremen                | Alemania          | 2-0       | Eslovaquia      | Amistoso                            | -     |
| 06-06-2001 | Tirana                | Albania           | 0-2       | Alemania        | Clasificación al Mundial de 2002    | -     |
| 15-08-2001 | Budapest              | Hungría           | 2-5       | Alemania        | Amistoso                            | -     |
| 01-09-2001 | Múnich                | Alemania          | 1-5       | Inglaterra      | Clasificación al Mundial de 2002    | -     |
| 06-10-2001 | Gelsenkirchen         | Alemania          | 0-0       | Finlandia       | Clasificación al Mundial de 2002    | -     |
| 09-05-2002 | Friburgo de Brisgovia | Alemania          | 7-0       | Kuwait          | Amistoso                            | 1     |
| 14-05-2002 | Cardiff               | Gales             | 1-0       | Alemania        | Amistoso                            | -     |
| 18-05-2002 | Leverkusen            | Alemania          | 6-2       | Austria         | Amistoso                            | -     |
| 06-09-2003 | Reikiavik             | Islandia          | 0-0       | Alemania        | Clasificación para la Eurocopa 2004 | -     |
| 08-09-2004 | Berlín                | Alemania          | 1-1       | Brasil          | Amistoso                            | -     |
| 09-10-2004 | Teherán               | Irán              | 0-2       | Alemania        | Amistoso                            | -     |
| 04-06-2005 | Belfast               | Irlanda del Norte | 1-4       | Alemania        | Amistoso                            | -     |
| 08-06-2005 | Mönchengladbach       | Alemania          | 1-1       | Rusia           | Amistoso                            | -     |
| 15-06-2005 | Fráncfort del Meno    | Alemania          | 4-3       | Australia       | Copa Confederaciones 2005           | -     |
| 18-06-2005 | Colonia               | Túnez             | 0-3       | Alemania        | Copa Confederaciones 2005           | -     |
| 21-06-2005 | Núremberg             | Argentina         | 2-2       | Alemania        | Copa Confederaciones 2005           | -     |
| 25-06-2005 | Núremberg             | Alemania          | 2-3       | Brasil          | Copa Confederaciones 2005           | -     |
| 29-06-2005 | Leipzig               | Alemania          | 4-3       | México          | Copa Confederaciones 2005           | -     |
| 17-08-2005 | Róterdam              | Países Bajos      | 2-2       | Alemania        | Amistoso                            | -     |
| 03-09-2005 | Bratislava            | Eslovaquia        | 2-0       | Alemania        | Amistoso                            | -     |
| 07-09-2005 | Bremen                | Alemania          | 4-2       | Sudáfrica       | Amistoso                            | -     |
| 08-10-2005 | Estambul              | Turquía           | 2-1       | Alemania        | Amistoso                            | -     |
| 12-10-2005 | Hamburgo              | Alemania          | 1-0       | China           | Amistoso                            | -     |
| 12-11-2005 | París                 | Francia           | 0-0       | Alemania        | Amistoso                            | -     |
| 01-03-2006 | Florencia             | Italia            | 4-1       | Alemania        | Amistoso                            | -     |
| Total |                       | Presencias        | 36        |                 | Goles                               | 3     |

## Palmarés

### Trofeos nacionales
| Título                      | Club             | País     | Año     |
| --------------------------- | ---------------- | -------- | ------- |
| Bundesliga                  | Bayern de Múnich | Alemania | 2002/03 |
| Copa de Alemania            | Bayern de Múnich | Alemania | 2003    |
| Copa de la Liga de Alemania | Bayern de Múnich | Alemania | 2004    |
| Bundesliga                  | Bayern de Múnich | Alemania | 2004/05 |
| Copa de Alemania            | Bayern de Múnich | Alemania | 2005    |
| Bundesliga                  | Bayern de Múnich | Alemania | 2005/06 |
| Copa de Alemania            | Bayern de Múnich | Alemania | 2006    |